# گنت (مینه‌سوتا)
گنت، مینه‌سوتا (به انگلیسی: Ghent, Minnesota) یک شهر در ایالات متحده آمریکا است که در بخش لیون واقع شده‌است.

## خصوصیات
گنت ۰٫۸۸ کیلومترمربع مساحت و ۳۷۰ نفر جمعیت دارد و ۳۵۷ متر بالاتر از سطح دریا واقع شده‌است.